# Pădureni (Filipeni), Bacău
Pădureni (în trecut, Moara lui Conachi) este un sat în comuna Filipeni din județul Bacău, Moldova, România.